# Da Capo (album av Ace of Base)
Da Capo är Ace of Base fjärde album. Släpptes i delar av Europa och Asien under andra halvan av 2002. Den Japanska utgåvan har 2 bonusspår som man inte kan hitta på den europeiska utgåvan av albumet.

## Låtlista
| Nr  | Titel                       | Kompositör                                                                          | Producent(er)                                        | Längd |
| --- | --------------------------- | ----------------------------------------------------------------------------------- | ---------------------------------------------------- | ----- |
| 1.  | Unspeakable                 | Adam Anders, Jonas Berggren, Magnus Lindsten, Nicklas von der Burg                  | Jonas von der Burg, Harry Sommerdahl, Jonas Berggren | 3:14  |
| 2.  | Beautiful Morning           | Jonas Berggren, Jenny Berggren, Linn Berggren                                       | Pontus Söderqvist                                    | 2:59  |
| 3.  | Remember The Words          | Jonas Berggren, Jonas von der Burg, Harry Sommerdahl, Anoo Bhagavan                 | Jonas von der Burg, Harry Sommerdahl, Jonas Berggren | 3:43  |
| 4.  | Da Capo                     | Jonas Berggren                                                                      | Thorsten Brötzmann and Jeo                           | 3:10  |
| 5.  | World Down Under            | Jonas Berggren, Harry Sommerdahl, Jonas von der Burg                                | Harry Sommerdahl, Jonas von der Burg                 | 3:32  |
| 6.  | Ordinary Day                | Jonas Berggren                                                                      | Pontus Söderqvist                                    | 3:24  |
| 7.  | Wonderful Life              | Black                                                                               | Thorsten Brötzmann and Jeo                           | 4:15  |
| 8.  | Show Me Love                | Jonas Berggren                                                                      |                                                      | 3:42  |
| 9.  | What's the Name of the Game | Jonas Berggren, Jenny Berggren, Linn Berggren, Harry Sommerdahl, Jonas von der Burg | Jonas von der Burg, Harry Sommerdahl, Jonas Berggren | 3:02  |
| 10. | Change With The Light       | Jonas Berggren, Jenny Berggren, Linn Berggren, Ulf Ekberg                           | Pontus Söderqvist, Nick Nice, Ulf Ekberg             | 3:35  |
| 11. | Hey Darling                 | Jonas Berggren                                                                      | Pontus Söderqvist, Nick Nice                         | 3:16  |
| 12. | The Juvenile                | Jonas Berggren                                                                      | Pontus Söderqvist, Martin Hedström                   | 3:45  |

### Japan
1. "Unspeakable"
2. "Beautiful Morning"
3. "Remember the Words"
4. "Da Capo"
5. "World Down Under"
6. "Ordinary Day"
7. "Wonderful Life"
8. "Show Me Love"
9. "What's the Name of the Game?"
10. "Change with the Light"
11. "Hey Darling"
12. "The Juvenile"
13. "Don't Stop" [bonusspår i Japan]
14. "Summer Days" [bonusspår i Japan]
15. "Beautiful Morning (Groove Radio Edit)" [bonusspår i Japan]

## Singlar
- 2002 "Beautiful Morning" (delar av Europa)
- 2002 "The Juvenile" (Tyskland)
- 2003 "Unspeakable" (delar av Europa)

## Listplaceringar
- Sverige #25
- Danmark #21
- Schweiz #24
- Estland #36
- Norge #40
- Tyskland #48
- Österrike #61
- Japan #40